# Álbum Laranja
Álbum Laranja é o sétimo álbum de estúdio dos Detonautas, lançado em 23 de julho de 2021 pela Sony Music. O álbum foi gravado durante a pandemia do COVID-19 entre abril de 2020 e fevereiro de 2021. Este álbum marca a volta da banda à Sony Music e traz 9 faixas inéditas, contando com uma versão da música "Racismo é Burrice", do rapper Gabriel o Pensador, além de uma versão acústica de "Carta ao Futuro". O grupo aborda a política nacional ao longo das 11 faixas em seu novo álbum. Boa parte destas canções já havia sido liberada ao público como singles: "Micheque", "Kit Gay", "Roqueiro Reaça", "Mala Cheia", "Político de Estimação", "Carta ao Futuro", "Racismo é Burrice" e "Fica Bem". O projeto conta com as participações especiais dos rappers Gabriel o Pensador e Gigante no Mic.
Foi a partir deste álbum, que a banda reduziu seu nome e passou a assinar apenas Detonautas, deixando de se chamar Detonautas Roque Clube.

## Conceito
"Nosso trabalho sempre foi pautado sobre assuntos que fazem as pessoas analisarem a realidade do Brasil. O título, por exemplo, é uma alusão a LPs clássicos da história do rock, como o álbum branco dos Beatles ou o álbum preto do Metallica. O nosso é laranja de corrupção", dispara Tico Santa Cruz.
Na capa do álbum há o tradicional aviso da indústria fonográfica para alertar ouvintes sobre o "conteúdo explosivo" de repertórios que versam sobre sexo e/ou política. Desde que o rock é rock, o gênero está associado à contestação, ao deboche e inconformidade.
Segundo o olhar da banda, o álbum "conta com temas que abrangem interesses do povo brasileiro, seja com temática social ou política, como os últimos lançamentos durante o período de isolamento social".

## Faixas
| N.º            | Título                       | Letras                          | Duração |  |
| 1.             | "Micheque"                   | Tico Santa Cruz                 | 2:40    |  |
| 2.             | "Kit Gay"                    | Tico Santa Cruz                 | 3:07    |  |
| 3.             | "Roqueiro Reaça"             | Tico Santa Cruz                 | 3:07    |  |
| 4.             | "Mala Cheia"                 | Tico Santa Cruz                 | 2:37    |  |
| 5.             | "Político de Estimação"      | Tico Santa Cruz, Gigante no Mic | 3:15    |  |
| 6.             | "Bandeira Brasileira"        | Tico Santa Cruz                 | 3:32    |  |
| 7.             | "Carta ao Futuro"            | Tico Santa Cruz                 | 3:07    |  |
| 8.             | "Racismo é Burrice"          | Gabriel o Pensador              | 5:56    |  |
| 9.             | "Clareiras"                  | Tico Santa Cruz                 | 3:27    |  |
| 10.            | "Fica Bem"                   | Tico Santa Cruz                 | 2:57    |  |
| 11.            | "Carta ao Futuro (Acústico)" | Tico Santa Cruz                 | 3:26    |  |
| Duração total: | Duração total:               | Duração total:                  | 37:12   |  |

## Ficha técnica

### Detonautas
- Tico Santa Cruz: vocal
- Renato Rocha: guitarra, violão, teclados, vocal de apoio
- Fábio Brasil: bateria, loops
- Phil Machado: guitarra, violão, vocal de apoio
- André Macca: baixo

### Participações especiais
- DJ Cléston: percussão em "Fica Bem" e efeitos e programação eletrônica em "Carta ao Futuro".
- Gigante no Mic: vocal em "Político de Estimação"
- Gabriel o Pensador: vocal em "Racismo é Burrice"

### Créditos
- Detonautas Roque Clube: produção musical, exceto "Fica Bem", por Marcelo Sussekind
- Arthur Luna: mixagem e masterização no estúdio Cia. dos Técnicos, Rio de Janeiro, exceto "Fica Bem" e "Carta ao Futuro", mixadas por Marcelo Sussekind e masterizadas por Ricardo Garcia, no estúdio Magic Master, Rio de Janeiro.